# Mnium sublimbatum
Mnium sublimbatum là một loài Rêu trong họ Mniaceae. Loài này được (P. de la Varde) Ochi mô tả khoa học đầu tiên năm 1972.